# Dundee (stacja kolejowa)
Stacja kolejowa Dundee (Dundee railway station) – stacja kolejowa w Dundee, w Szkocji.